# Marion Blackwell
Marion Blackwell (Schwester Mary Edward Blackwell; * 22. März 1887 in Milwaukee; † 7. Januar 1987 in Sinsinawa) war eine US-amerikanische Komponistin und Musikpädagogin.
Blackwell interessierte sich seit ihrer Kindheit für Musik und hatte ab dem sechsten Lebensjahr Klavierunterricht bei ihrer älteren Schwester. Nach dem Besuch der St. John’s Academy in Milwaukee ging sie nach Sinsinawa und trat 1907 in den Dominikanerorden ein. Sie unterrichtete Musik an Schulen der Dominikanerschwestern in Peoria and Bloomington und ab 1922 am neu gegründeten Rosary College in River Forest, Illinois.
Daneben studierte sie an den Wochenenden am American Conservatory in Chicago und erlangte als erste Ordensschwester der USA akademische Grade in Musik. Auf Vermittlung des Leiters des Konservatoriums erhielt sie ein Stipendium für einen Studienaufenthalt ab 1933 in Rim, wo sie Schülerin von Ottorino Respighi war. Nach dessen Tod 1936 wurde sie von Nadia Boulanger an die École Normale de Musique nach Paris eingeladen. Sie machte großen Eindruck auf Boulanger, die ihr Leben lang brieflichen Kontakt zu ihr hielt und sie bei ihren USA-Aufenthalten in Sinsinawa aufsuchte. In Paris lernte Blackwell auch Igor Strawinski kennen, der sie unter seine Privatschüler aufnahm. Mit ihm und seinem Sohn Soulima Strawinski verband sie eine lebenslange Freundschaft.
Ab 1950 lebte Blackwell Im Dominkananer-Mutterhaus in Sinsinawa und unterrichtete an verschiedenen Hochschulen der Dominikanerschwestern. Zu ihren Schülern zählt die Pianistin, und Mitbegründerin der Alliance Publications, Anita Smisek. Nachdem einige ihrer Kompositionen bereits in den 1920er Jahren bei Clayton F. Summy und anderen Bostoner Musikverlagen erschienen waren, wird ihr musikalisches Werk in jüngster Zeit neu entdeckt.